# آرس کهن

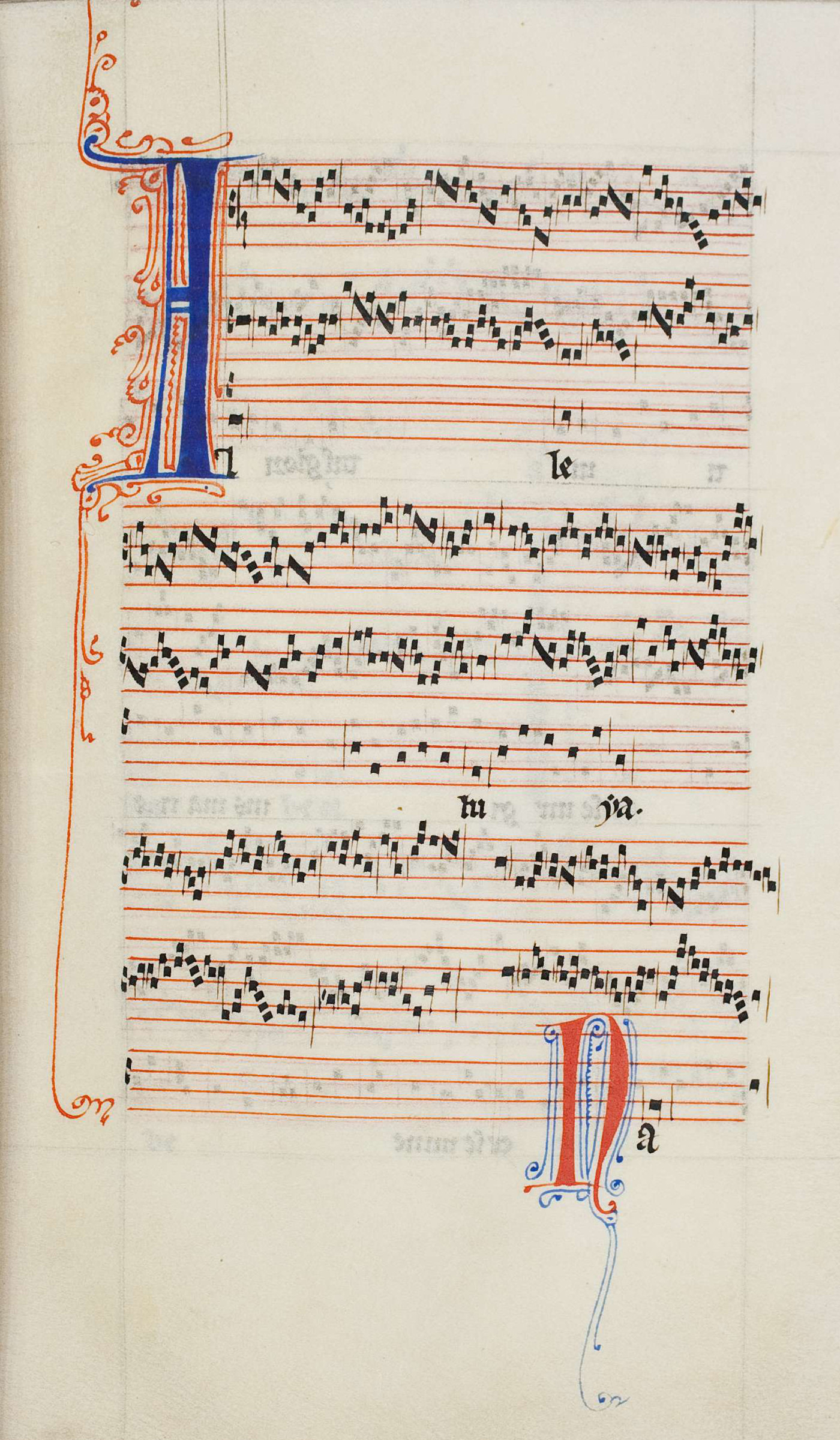
پروتین، یکی از معدود آهنگسازان آرس کهن که به نام شناخته می‌شود، این قطعه Alleluia nativitas را در در ضرب‌سان سوم نوشت.

آرس کهن (به لاتین: Ars antiqua) که به آن آرس آغازین (به لاتین: ars veterum) یا (به لاتین: ars vetus) نیز گفته می‌شود، اصطلاحی است که دانشمندان مدرن برای اشاره به موسیقی قرون وسطای اروپا در دوره میانه، بین سال‌های حدودی ۱۱۷۰ تا ۱۳۱۰ استفاده می‌کنند. آرس کهن شامل دوره  مکتب نوتردام و چندصدایی (استفاده از چندین خط ملودیک مستقل و همزمان) و سال‌های پسین است که شاهد بالش اولیه  موتت که همنوایی به شدت دگرگون شده است، است. اصطلاح "آرس کهن" به موسیقی دینی (کلیسایی) یا چندصدایی محدود می‌شود و موسیقی سکولار (غیردینی) و آهنگ‌های تک‌صدایی تزوبادور، و تروورس را در بر نمی‌گیرد. با این وجود، گاهی آرس کهن در معنای تقلیل یافته به تمام موسیقی‌های اروپایی قرن سیزدهم و کمی قبل از آن نیز گفته می‌شود. اصطلاح آرس کهن در مقابل  آرس نو (به معنی "هنر نو"، "تکنیک نو" یا "سبک نو") بکار می‌رود که به دوره موسیقی بین سالهای تقریبی ۱۳۱۰ و ۱۳۷۵ اشاره دارد.